# Cherubino Cornienti
Cherubino Cornienti (Pavia, 25 marzo 1816 – Milano, 12 maggio 1860) è stato un pittore italiano, esponente del Romanticismo.

## Biografia
Figlio dell'artigiano Luigi e di Paola Marazzi, non ancora dodicenne segue a Milano il fratello Giuseppe (incisore e litografo, maggiore di lui di quasi vent'anni) e da lui viene introdotto all'Accademia di Brera. Dal 1835 partecipa alle esposizioni annuali dell'Accademia; l'anno successivo ottiene un premio a pari merito con Domenico Induno. Ha compagni di studio, oltre all'Induno, anche Giuseppe Mongeri e Mauro Conconi a cui rimarrà legato da grande amicizia.
Nel 1838, ventiduenne, dipinge ad olio il ritratto del ricco filantropo Felice Borroni di Solcio di Lesa, probabilmente la sua prima commissione importante. Nel 1839 un analogo lavoro: il ritratto del Vescovo di Lodi, Conte Gaetano Benaglia. Nel 1842 dipinge L'addio di Paolo Erizzo alla figlia, ma, deluso nelle sue aspettative, lo cede ad un rigattiere.
Nel 1843 ottiene dall'Accademia di Brera il Pensionato artistico triennale per la pittura in Roma e vi si trasferisce; prima della partenza, nello stesso anno, dipinge il proprio autoritratto dedicandolo alla madre (oggi il quadro fa parte della collezione della Galleria d'Arte Moderna di Villa Belgioioso-Buonaparte a Milano). Il suggerimaento che riceve dal Presidente di Brera è di emendarsi da certi suoi difetti attraverso lo studio dei classici.
A Roma, dove risiede in via della Purificazione 69, entra in contatto con gli artisti romani (soprattutto con quelli che gravitano intorno alla locale Accademia di S.Luca) e con la colonia di quelli stranieri. Stringe amicizia con il pittore Karl Brjullov e segue i corsi di nudo dell'Accademia di Francia a Villa Medici. Invia a Brera saggi odurrà poi prevalentemente nel suo ultimo periodo artistico.
Nel 1850 riceve l'incarico di un affresco nel Convento dei Cappuccini di Tivoli (Disparizione di Cristo in Emmaus). Nel 1853, il Mosè che calpesta la corona del Faraone è finalmente terminato, ma la Commissione esaminatrice di Brera, comprendente Francesco Hayez, lo critica ampiamente. Cornienti deve far ritorno a Milano. Lavora a Garlate e a Crema.
Il 1854 è per lui un anno di profonda prostrazione, causata dalla morte di Lalla, sua modella e compagna e che l'aveva seguito da Roma a Milano. E' aiutato dai suoi mecenati Brambilla e Carlo Testori. 
Visita Venezia ed è a Trieste dove esegue alcuni ritratti. Tornato a Milano ritrae il conte Renato Borromeo. Nel 1856 esegue due quadri per una chiesa di Malgrate. Poi gli si prospetta la possibilità di un affresco nel Duomo di Vigevano, ma che verrà invece assegnato a Francesco Gonin (1857).
Rimpiange Roma e vorrebbe farvi ritorno. Continua nei dipinti a soggetto storico, sul tema di episodi della vita di Leonardo e di Michelangelo, Ludovico il Moro e Galeazzo Sforza. Nel 1858 riceve importanti commesse dal mecenate Brambilla. Il 1859 è un anno segnato da particolare avvenimenti politici: la mostra annuale di Brera gli consente di esporre alcuni suoi lavori significativi.
Le soddisfazioni professionali sono tuttavia rovinate dalla salute sempre più cagionevole: la febbre lo tormenta e il suo fisico si indebolisce, costringendolo a trascurare i lavori più impegnativi. Si dedica ai piccoli lavori a tema sentimentale ed erotico, soprattutto con piccoli schizzi, abbozzi, di gusto settecentesco.
Finalmente gli giunge un importante riconoscimento: il 5 marzo 1860 l'Accademia di Belle Arti di Bologna lo nomina professore di Pittura con uno stipendio annuo di 3500 lire. La buona notizia gli viene comunicata il 26 marzo da Bologna, con la preghiera di recarvisi il più presto possibile. Ma Cherubino muore in Milano il 12 maggio 1860, all'età di 44 anni.
Il suo amico Mongeri ricorda come un folto corteo di amici e artisti abbia seguito il suo funerale fino alla sepoltura nel Cimitero di Porta Orientale. accanto al Cornienti fu seppellito l'amico e artista Mauro Conconi, morto due giorni dopo di lui.
Nato ad essere grandissimo e dalla maledetta fortuna assassinato: con queste parole Giuseppe Rovani sintetizzava la vicenda di Cherubino Cornienti, come uomo e come artista, a confronto con un mondo accademico chiuso alle nuove libertà di espressione.
Cornienti «occupa una posizione singolare nell'ambito della pittura del romanticismo storico, testimoniando il passaggio dal quadro di impostazione accademica alla libertà strutturale e di stesura propria del bozzetto, anticipando i più tardi esiti di Faruffini e degli scapigliati.»

## Opere
- Ritratto di Felice Borroni, 1838
- Ritratto del Conte Gaetano Benaglia, vescovo di Lodi, 1839
- Lodovico il Moro visita Leonardo da Vinci mentre dipinge il Cenacolo. 1840.[3]
- L'addio di Paolo Erizzo alla figlia, 1842 (Pavia, Musei Civici)
- I profughi di Parga, 1843, Pavia, Musei Civici
- Autoritratto, 1843 (Milano, Galleria di Villa Belgioioso Bonaparte, Museo dell'Ottocento)
- La moglie del Levita di Efraim, 1845 (Milano, Pinacoteca di Brera)
- Madonna con S.Carlo e S.Alessandro (Pala d'altare per la chiesa di S.Alessandro, Milano)
- Lalla in costume ciociaro (Pavia, Musei Civici)
- Michelangelo mostra il Mosè al Papa Paolo III, 1848
- Davide e la sunamita, 1849 (Pavia, Musei Civici)
- Pietà, 1850 (Pavia, Musei Civici)
- Mosè fanciullo calpesta la corona del Faraone , 1853 (Milano, Pinacoteca di Brera)
- Ritratto di Carlo Testori, 1853
- Ritratto della signora Testori, 1853
- Strage degli innocenti, 1855 (Galleria d'Arte Moderna)
- Il mito di Prometeo, pittura parietale, 1855 (Garlate, villa Testori)
- L'Annunciazione, 1856 (Malgrate, chiesa di S.Leonardo)
- La Natività, 1856 (Malgrate, chiesa di S. Leonardo)
- Leonardo mostra a Ludovico il Moro le conche del Naviglio, 1858
- Venere e Amorino, 1859 (Milano, Galleria d'Arte Moderna)

## Galleria d'immagini

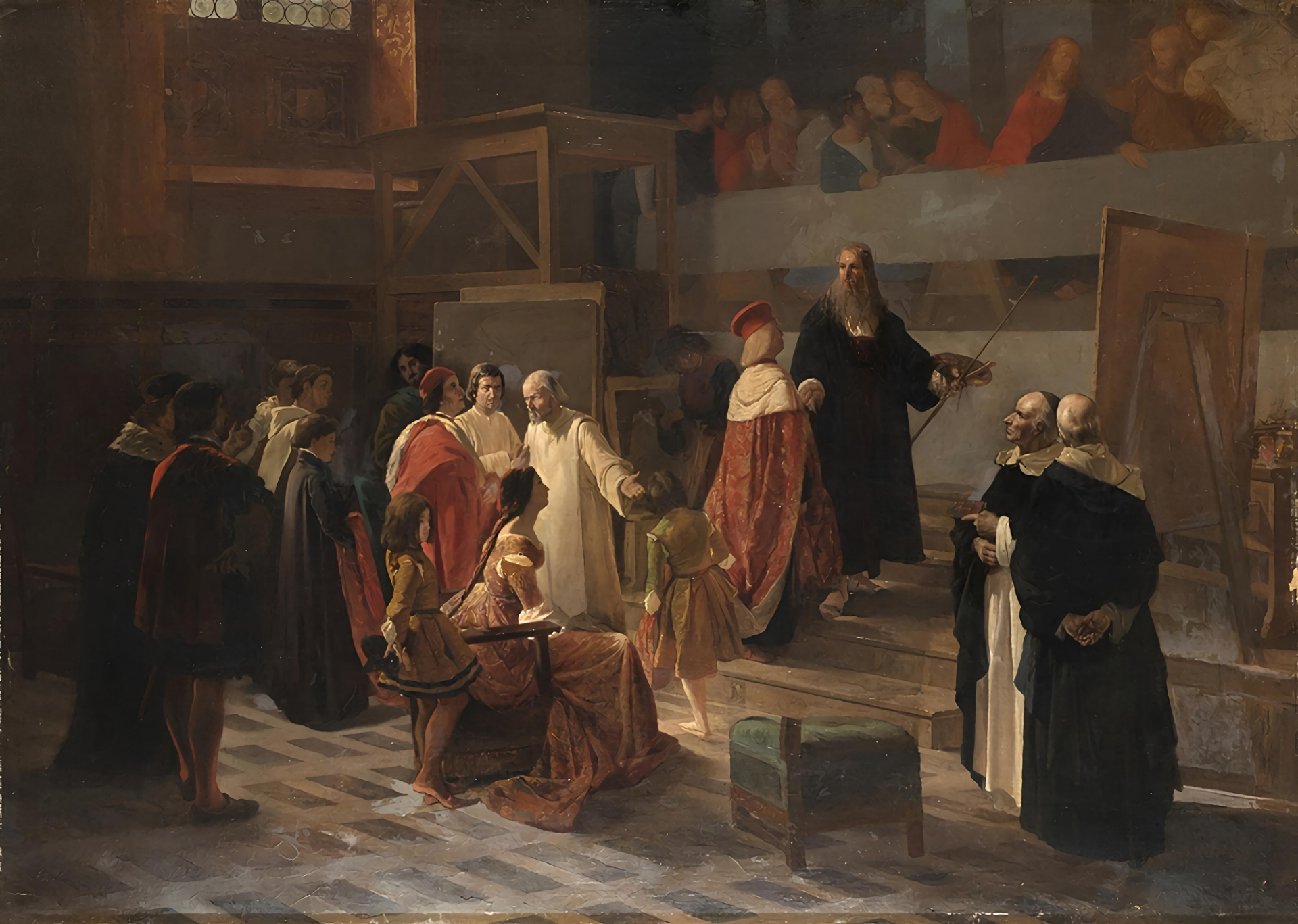
Ludovico il Moro visita il Cenacolo di Leonardo
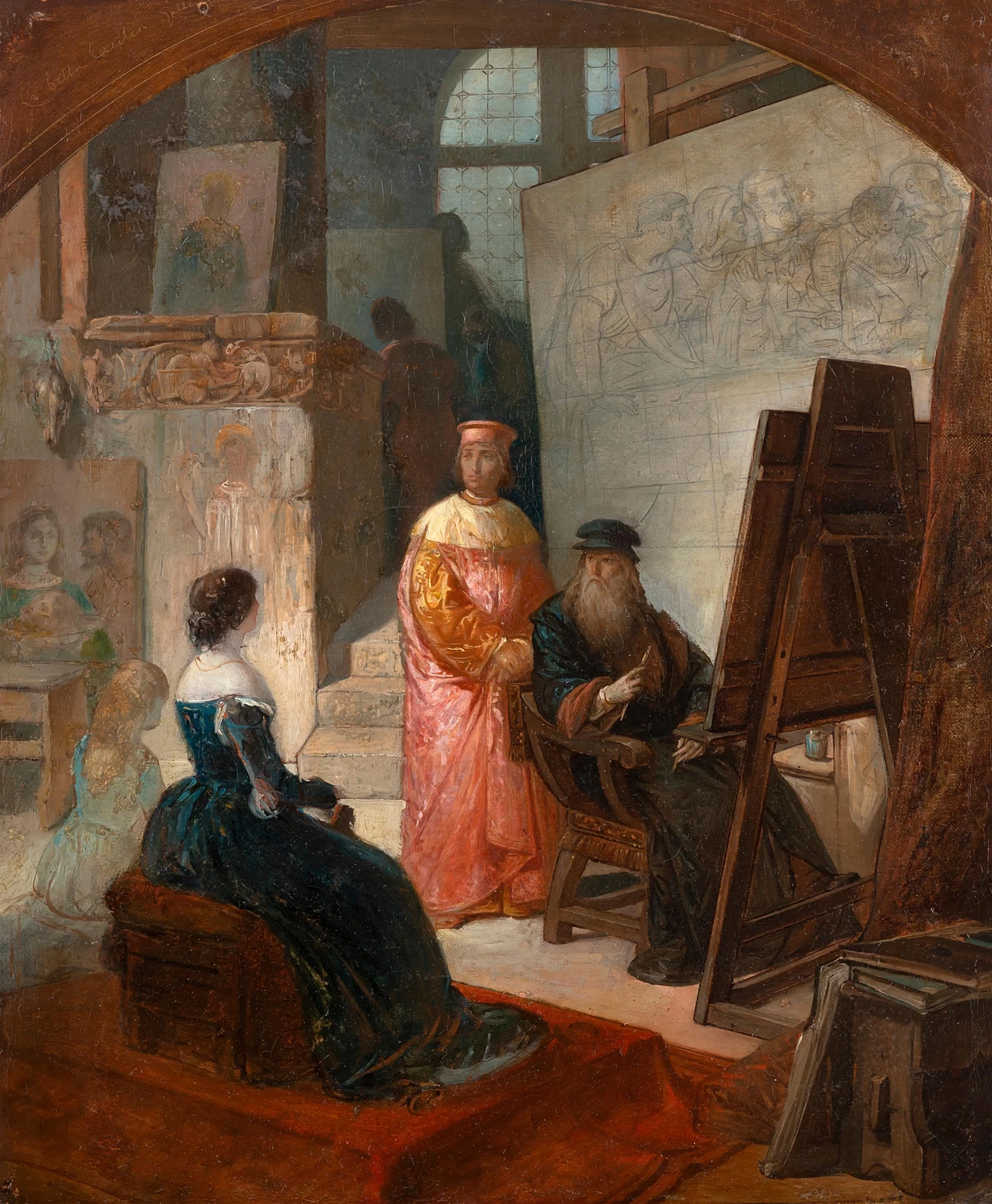
Leonardo ritrae Cecilia Gallerani
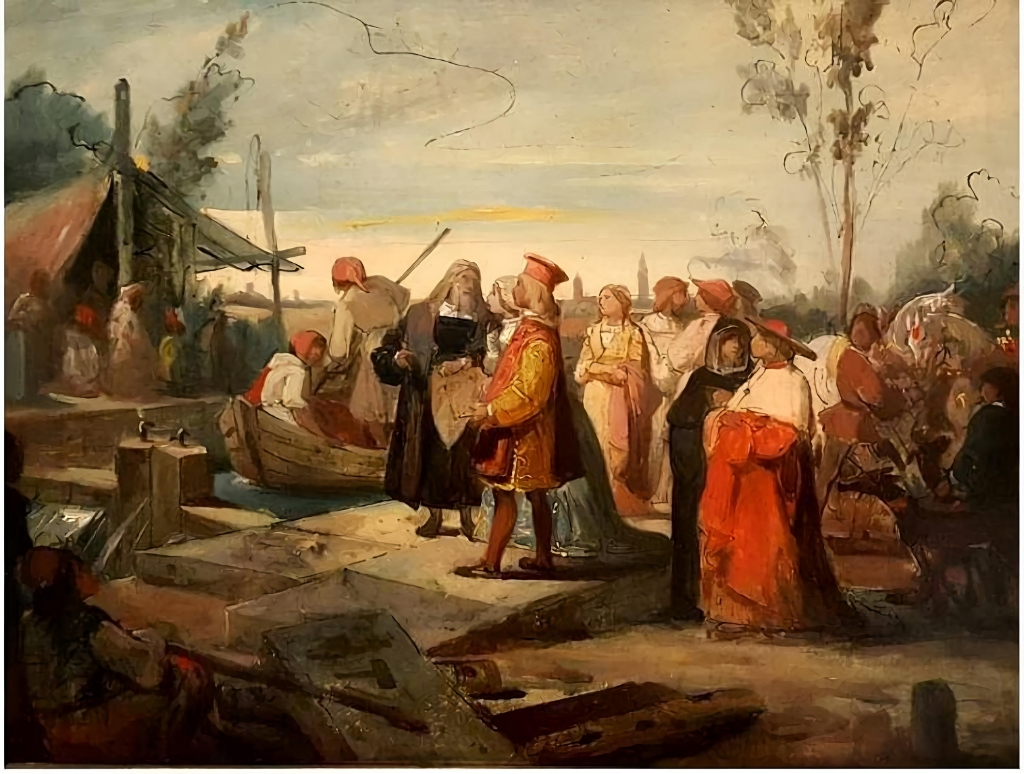
Leonardo mostra ai Duchi di Milano le chiuse del Naviglio, 1858

## Mostre
- 1835, 1839 Milano, Esposizione dell'Accademia di Belle Arti di Brera
- 1842 Venezia, Esposizione dell'Accademia di Belle Arti
- 1842, 1843, 1845, 1846, 1850, 1851, 1853 Esposizione dell'Accademia di Belle Arti di Brera
- 1855 Parigi, Esposizione Universale delle Arti e dell'Industria
- 1856, 1857, 1858, 1859 Milano, Esposizione dell'Accademia di Belle Arti di Brera
- 1900 Milano, Pittura Lombarda del secolo XIX
- 1929 Milano, Mostra commemorativa di Tranquillo Cremona nel 50º anniversario della morte
- 1934 Roma, II Mostra d'Arte Sacra
- 1960 Pavia, Cherubino Cornienti ed i pittori pavesi dell'800
- 1969 Milano, La Milano del primo Romanticismo
- 1975 Milano, Mostra dei Maestri di Brera
- 1976 Pavia, Pavia. Cent'anni di cultura artistica
- 1983 Costanza, La Battaglia di Legnano
- 1986 Milano, 1886-1986 La Permanente. Un secolo d'arte a Milano
- 1989 Roma, Risorgimento greco e filoellenismo italiano
- 1991 Sartirana, I Mostra Mercato della pittura dell'800
- 1992 Milano, Il primo Ottocento italiano
- 1993 Milano, Milano e la Lombardia in età comunale
- 1996 Pavia, Cherubino Cornienti pittore (1816-1860)